# Ecoparque de Trasmiera
El ecoparque de Trasmiera es un proyecto llevado a cabo por el Ayuntamiento de Arnuero (Cantabria, España). Todo el conjunto municipal (Arnuero, Isla, Castillo y Soano) forma parte del proyecto, denominado ecoparque de Trasmiera.
El ecoparque de Trasmiera se basa principalmente en mostrar todo el potencial cultural y natural que ofrece el municipio de Arnuero, siendo el medio natural el principal medio de expresión, haciendo del municipio un «museo a cielo abierto».
Dentro de este proyecto también se han creado centros en los que se albergan los diferentes aspectos culturales ligados a los cuatro pueblos que forman el municipio (Castillo Siete Villas, Isla, Soano y Arnuero). En cada pueblo hace referencia a varios aspectos culturales:
- En la capital municipal, Arnuero, se creó el Observatorio del Arte.

- En la localidad de Castillo Siete Villas, se rehabilitado el edificio de las antiguas escuelas para acoger el Observatorio de la Memoria.

- En la localidad de Soano, ha restaurado el antiguo Molino de Santa Olaja, alojando el Observatorio de las Mareas, y convirtiéndolo así en otro centro de recepción de visitantes. Por otra parte está la Casona de Soano denominada la sede de todo el proyecto, la cual ha pasado a denominarse centro de interpretación del ecoparque de Trasmiera o bien como siempre fue conocida la Casa de la Marisma. La marisma de Soano, constituye otro de los puntos principales del ecoparque.

- En la localidad de Isla, su casco histórico junto con la iglesia parroquial, las torres medievales y el palacio de los Condes constituyen una de las principales muestras arquitectónicas del ecoparque.

Por otra parte dentro de este proyecto también se han habilitado una serie de sendas peatonales que unen los cuatro pueblos que configuran el municipio, atravesando lugares de gran importancia paisajística y medioambiental, cabe destacar la senda de los acantilados de Isla y la subida a la Cruz del Cincho.